# Ardzjevani
Ardzjevani (georgiska: არჯევანი) är ett berg i Georgien. Det ligger i den centrala delen av landet, 70 km väster om huvudstaden Tbilisi, på gränsen mellan Inre Kartlien och Nedre Kartlien. Toppen på Ardzjevani är 2 757 meter över havet.